# Arachnopathes aculeata
Arachnopathes aculeata är en korallart som beskrevs av Brook 1889. Arachnopathes aculeata ingår i släktet Arachnopathes och familjen Antipathidae. Inga underarter finns listade i Catalogue of Life.